# 五硫化二锑
五硫化二锑是一种锑和硫生成的化合物，不同于三硫化二锑，是一种非整比化合物，为深橙黄色粉末，不溶于水，常用于橡胶工业和制作兽药。可以用全硫代锑酸盐加酸来制备它。
{\displaystyle {\rm {\ 2Na_{3}SbS_{4}+3H_{2}SO_{4}\rightarrow Sb_{2}S_{5}+3Na_{2}SO_{4}+3H_{2}S\uparrow }}}
但是无法证明该物质是否组成真的为Sb
2S
5，穆斯堡尔谱学实验表明似乎只存在Sb(III)。